# Ivanje (Prijepolje)
Ivanje (em cirílico: Ивање) é uma vila da Sérvia localizada no município de Prijepolje, pertencente ao distrito de Zlatibor. A sua população era de 1171 habitantes segundo o censo de 2011.

## Demografia
| 1948 | 1953 | 1961 | 1971 | 1981 | 1991 | 2002 | 2011 |
| ---- | ---- | ---- | ---- | ---- | ---- | ---- | ---- |
| 397  | 448  | 519  | 595  | 824  | 1121 | 1140 | 1171 |